# 4136 Artmane
4136 Artmane (1968 FJ) là một tiểu hành tinh vành đai chính được phát hiện ngày 28 tháng 3 năm 1968 bởi T. M. Smirnova ở Đài vật lý thiên văn Crimean.
Tênd after Vija Artmane.